# The Congregation
The Congregation was een Britse pop-zanggroep, die in de Verenigde Staten bekend was als The English Congregation.

## Bezetting
- Roger Cook
- Roger Greenaway
- John Burgess
- Brian Keith

## Carrière
Voor hun eerste grote hit Softly Whispering I Love You, contracteerde de band een gemengd 90-koppig koor en een orkest. De in 1971 verschenen single bereikte een 4e plaats in de Britse hitlijst. In de Verenigde Staten en Canada publiceerde de band onder de naam The English Congregation, om verwarring te voorkomen met The Mike Curb Congregation.
Softly Whispering I Love You werd een miljoenenseller en maakte de formatie tot een klassieke eendagsvlieg. Weliswaar hadden de auteurs Cook en Greenaway de song al in 1967 onder hun toenmalige podiumnaam David & Jonathan opgenomen. Ook Keith had aan het eind van de jaren 1960 al de nodige ervaring opgedaan als zanger bij Plastic Penny.
De band publiceerde nog een handvol singles en zelfs drie lp's, die echter geen noemenswaardig succes meer brachten. Enkel de daaropvolgende single Jesahel was in 1972 voorbij de top 40-klasseringen nog iets bekender. De song was als origineel van de Italiaanse formatie Delirium in enkele Europese landen een clubhit.
Voor liveoptredens en tournees was de als puur studioproject gevormde band veel te groot. Vanwege ontbrekende successen werd het project in 1973 ontbonden.

## Discografie

### Singles
- 1969: Sitting in a Rockin' Chair
- 1971: Softly Whispering I Love You
- 1972: Lovers of the World Unite
- 1972: Jesahel
- 1972: I Will Survive
- 1973: It Didn't Matter
- 1973: Jubilation

### Albums
- 1972: Jesahel
- 1972: Softly Whispering I Love You
- 1973: The Congregation